# Matały
Pour les articles homonymes, voir Mataly.
Matały (prononciation : [maˈtawɨ]) est un village polonais, situé dans la gmina de Łochów de la Powiat de Węgrów et dans la voïvodie de Mazovie dans le centre-est de la Pologne.
Il se situe à environ 9 kilomètres à l'est de Łochów, 18 kilomètres au nord-ouest de Węgrów et à 66 kilomètres au nord-est de Varsovie.